# منى هودان أحمد
منى هودان أحمد (من مواليد عام 1972) هي كاتبة من جيبوتي، وهي واحدة من الكاتبات القليلات في البلاد. ولدت في عائلة مكونة من خمسة أبناء، وأكملت تعليمها الابتدائي والثانوي في جيبوتي قبل أن تتابع تعليمها العالي في فرنسا. ثم عادت إلى بلدها الأصلي للتدريس. نُشرت روايتها الأولى، Les enfants du khat، عام 2002. 